# Ministri della giustizia della Bulgaria
I ministri della giustizia della Bulgaria dal 1879 ad oggi sono i seguenti.

## Lista

### Principato di Bulgaria (1879-1908)
| Ministro  | Ministro          | Ministro                                    | Partito                                 | Governo                         | Mandato           | Mandato           |
| Ministro  | Ministro          | Ministro                                    | Partito                                 | Governo                         | Inizio            | Fine              |
| --------- | ----------------- | ------------------------------------------- | --------------------------------------- | ------------------------------- | ----------------- | ----------------- |
| Giustizia |                   |                                             |                                         |                                 |                   |                   |
|           |                   | Dimităr Grekov (1847-1901)                  | Partito Conservatore                    | Burmov                          | 17 luglio 1879    | 6 dicembre 1879   |
| Drumev I  | 6 dicembre 1879   | Dimităr Grekov (1847-1901)                  | Partito Conservatore                    | 7 aprile 1880                   |                   |                   |
|           |                   | Hristo Stojanov (1845-1895)                 | Partito Liberale                        | Cankov I                        | 7 aprile 1880     | 10 dicembre 1880  |
|           |                   | Petko Karavelov (ad interim) (1836-1916)    | Partito Liberale                        | Karavelov I                     | 10 dicembre 1880  | 9 maggio 1881     |
|           |                   | Porfirij Statmatov (1840-1925)              | Indipendente                            | Ehrnrooth                       | 9 maggio 1881     | 13 luglio 1881    |
|           |                   | Georgi Teoharov (1837/8-1901)               | Indipendente                            | Sesto governo della Bulgaria    | 13 luglio 1881    | 6 luglio 1882     |
|           |                   | Dimităr Grekov (1847-1901)                  | Partito Conservatore                    | Sobolev                         | 6 luglio 1882     | 15 marzo 1883     |
|           |                   | Georgi Teoharov (ad interim) (1837/8-1901)  | Partito Liberale                        | Sobolev                         | 15 marzo 1883     | 5 luglio 1883     |
|           |                   | Hristo Stojanov (ad interim) (1845-1895)    | Partito Liberale                        | Sobolev                         | 5 luglio 1883     | 19 settembre 1883 |
|           |                   | Konstantin Stoilov (1853-1901)              | Partito Conservatore                    | Cankov II                       | 19 settembre 1883 | 14 gennaio 1884   |
|           |                   | Konstantin Pomenov (1850-1913)              | Partito Liberale                        | Cankov III                      | 14 gennaio 1884   | 11 luglio 1984    |
|           |                   | Vasil Radoslavov (1854-1929)                | Partito Liberale                        | Karavelov II                    | 11 luglio 1984    | 27 luglio 1886    |
|           |                   | Gavril Orošakov (1853-1908)                 | Partito Liberale                        | Karavelov II                    | 27 luglio 1886    | 21 agosto 1886    |
|           |                   | Vasil Radoslavov (1854-1929)                | Partito Liberale Popolare               | Drumev II                       | 21 agosto 1886    | 24 agosto 1886    |
|           |                   | Gavril Orošakov (1853-1908)                 | Partito Liberale                        | Karavelov III                   | 24 agosto 1886    | 28 agosto 1886    |
|           |                   | Dimităr Tončev (1859-1937)                  | Partito Liberale                        | Radoslavov I                    | 28 agosto 1886    | 7 settembre 1886  |
|           |                   | Konstantin Stoilov (1853-1901)              | Partito Conservatore                    | Radoslavov I                    | 7 settembre 1886  | 12 luglio 1887    |
| Stoilov I | 12 luglio 1887    | Konstantin Stoilov (1853-1901)              | Partito Conservatore                    | 1º settembre 1887               |                   |                   |
| Stambolov | 1º settembre 1887 | Konstantin Stoilov (1853-1901)              | Partito Conservatore                    | 24 dicembre 1888                |                   |                   |
| Stambolov |                   |                                             | Dimităr Tončev (1859-1937)              | Partito Liberale (Radoslavisti) | 24 dicembre 1888  | 2 ottobre 1891    |
| Stambolov |                   |                                             | Dimităr Grekov (ad interim) (1847-1901) | Partito Liberale Popolare       | 2 ottobre 1891    | 25 febbraio 1892  |
| Stambolov |                   |                                             | Ivan Salabašev (1853-1924)              | Partito Liberale Popolare       | 25 febbraio 1892  | 24 dicembre 1892  |
| Stambolov |                   |                                             | Panajot Slavkov (1846-1924)             | Partito Liberale Popolare       | 24 dicembre 1892  | 1° dicembre 1893  |
| Stambolov |                   |                                             | Konstantin Pomenov (1850-1913)          | Partito Liberale Popolare       | 1° dicembre 1893  | 31 maggio 1894    |
|           |                   | Vasil Radoslavov (1854-1929)                | Partito Liberale (Radoslavisti)         | Stoilov II                      | 31 maggio 1894    | 29 settembre 1894 |
|           |                   | Petăr Pešev (1858-1931)                     | Partito Liberale (Radoslavisti)         | Stoilov II                      | 29 settembre 1894 | 22 dicembre 1894  |
|           |                   | Dimităr Minčevic (1864-1944)                | Partito Popolare                        | Stoilov III                     | 22 dicembre 1894  | 25 novembre 1895  |
|           |                   | Konstantin Stoilov (ad interim) (1853-1901) | Partito Popolare                        | Stoilov III                     | 25 novembre 1895  | 22 febbraio 1896  |
|           |                   | Teodor Teodorov (1859-1924)                 | Partito Popolare                        | Stoilov III                     | 22 febbraio 1896  | 7 settembre 1897  |
|           |                   | Georgi Zgurev (1864-1941)                   | Partito Popolare                        | Stoilov III                     | 7 settembre 1897  | 30 gennaio 1899   |
|           |                   | Petăr Pešev (1858-1931)                     | Partito Liberale (Radoslavisti)         | Grekov                          | 30 gennaio 1899   | 13 ottobre 1899   |
| Ivančov I | 13 ottobre 1899   | Petăr Pešev (1858-1931)                     | Partito Liberale (Radoslavisti)         | 10 dicembre 1900                |                   |                   |
|           |                   | Petăr Dančov (1857-1913)                    | Indipendente                            | Ivančov II                      | 10 dicembre 1900  | 21 gennaio 1901   |
| Petrov I  | 21 gennaio 1901   | Petăr Dančov (1857-1913)                    | Indipendente                            | 4 marzo 1901                    |                   |                   |
|           |                   | Aleksandăr Radev (1864-1911)                | Partito Liberale Progressista           | Karavelov IV                    | 4 marzo 1901      | 4 gennaio 1902    |
| Danev I   | 4 gennaio 1902    | Aleksandăr Radev (1864-1911)                | Partito Liberale Progressista           | 17 novembre 1902                |                   |                   |
|           |                   | Hristo Todorov (1860-1927)                  | Partito Liberale Progressista           | Danev II                        | 17 novembre 1902  | 31 marzo 1903     |
| Danev III | 31 marzo 1903     | Hristo Todorov (1860-1927)                  | Partito Liberale Progressista           | 18 maggio 1903                  |                   |                   |
|           |                   | Nikola Genadiev (1868-1923)                 | Partito Liberale Popolare               | Petrov II                       | 18 maggio 1903    | 12 febbraio 1904  |
|           |                   | Petăr Stajkov (1859-1926)                   | Partito Liberale Popolare               | Petrov II                       | 12 febbraio 1904  | 30 agosto 1905    |
|           |                   | Konstantin Panajodov (1866-1944)            | Partito Liberale Popolare               | Petrov II                       | 30 agosto 1905    | 4 novembre 1906   |
| Petkov    | 4 novembre 1906   | Konstantin Panajodov (1866-1944)            | Partito Liberale Popolare               | 12 marzo 1907                   |                   |                   |
| Stančov   | 12 marzo 1907     | Konstantin Panajodov (1866-1944)            | Partito Liberale Popolare               | 16 marzo 1907                   |                   |                   |
| Gudev     | 16 marzo 1907     | Konstantin Panajodov (1866-1944)            | Partito Liberale Popolare               | 29 gennaio 1908                 |                   |                   |

### Regno di Bulgaria (1908-1946)
| Ministro        | Ministro          | Ministro                                   | Partito                                                  | Governo                          | Mandato           | Mandato           |
| Ministro        | Ministro          | Ministro                                   | Partito                                                  | Governo                          | Inizio            | Fine              |
| --------------- | ----------------- | ------------------------------------------ | -------------------------------------------------------- | -------------------------------- | ----------------- | ----------------- |
| Giustizia       |                   |                                            |                                                          |                                  |                   |                   |
|                 |                   | Todor Krăstev (1865-1914)                  | Partito Democratico                                      | Malinov I                        | 29 gennaio 1908   | 18 settembre 1910 |
|                 |                   | Hristo Slavejkov (1862-1935)               | Partito Democratico                                      | Malinov II                       | 16 marzo 1907     | 29 marzo 1911     |
|                 |                   | Petăr Abrašev (1866-1930)                  | Partito Liberale Progressista                            | Gešov                            | 29 marzo 1911     | 14 giugno 1913    |
| Danev IV        | 14 giugno 1913    | Petăr Abrašev (1866-1930)                  | Partito Liberale Progressista                            | 17 luglio 1913                   |                   |                   |
|                 |                   | Petăr Pešev (1858-1931)                    | Partito Liberale (Radoslavisti)                          | Radoslavov II                    | 17 luglio 1913    | 6 ottobre 1913    |
|                 |                   | Hristo Popov (1862-1933)                   | Partito Liberale (Radoslavisti)                          | Radoslavov II                    | 6 ottobre 1913    | 30 dicembre 1913  |
| Radoslavov III  | 30 dicembre 1913  | Hristo Popov (1862-1933)                   | Partito Liberale (Radoslavisti)                          | 21 giugno 1918                   |                   |                   |
|                 |                   | Josif Fadenheht (1873-1953)                | Partito Radicale Democratico                             | Malinov III                      | 21 giugno 1918    | 17 ottobre 1918   |
|                 |                   | Aleksandăr Malinov (1867-1938)             | Partito Democratico                                      | Malinov IV                       | 17 ottobre 1918   | 28 novembre 1918  |
|                 |                   | Petăr Džidrov (1876-1952)                  | Partito Socialdemocratico dei Lavoratori Bulgari (Unito) | Teodorov I                       | 28 novembre 1918  | 8 maggio 1919     |
|                 |                   | Venelin Ganev (1880-1966)                  | Partito Radicale Democratico                             | Teodorov II                      | 8 maggio 1919     | 6 ottobre 1919    |
|                 |                   | Marko Turlakovbr/>(ad interim) (1872-1940) | Unione Nazionale Agraria Bulgara                         | Stambolijski I                   | 6 ottobre 1919    | 27 giugno 1921    |
|                 |                   | Aleksandăr Radolov (1883-1945)             | Unione Nazionale Agraria Bulgara                         | Stambolijski I                   | 27 giugno 1921    | 9 novembre 1921   |
|                 |                   | Petăr Janev (1886-1925)                    | Unione Nazionale Agraria Bulgara                         | Stambolijski I                   | 9 novembre 1921   | 9 febbraio 1923   |
| Stambolijski II | 9 febbraio 1923   | Petăr Janev (1886-1925)                    | Unione Nazionale Agraria Bulgara                         | 14 marzo 1923                    |                   |                   |
| Stambolijski II |                   |                                            | Spas Duparinov (1892-1923)                               | Unione Nazionale Agraria Bulgara | 14 marzo 1923     | 9 giugno 1923     |
|                 |                   | Bojan Smilov (1885-1947)                   | Partito Liberale Nazionale                               | Cankov I                         | 9 giugno 1923     | 22 settembre 1923 |
|                 |                   | Janko Stojančov (ad interim) (1881-1927)   | Alleanza Democratica                                     | Cankov II                        | 22 settembre 1923 | 29 gennaio 1924   |
|                 |                   | Raško Madžarov (1874-1943)                 | Alleanza Democratica                                     | Cankov II                        | 29 gennaio 1924   | 3 novembre 1924   |
|                 |                   | Cvjatko Boboševski (1884-1952)             | Alleanza Democratica                                     | Cankov II                        | 3 novembre 1924   | 4 gennaio 1926    |
|                 |                   | Todor Kulev (1878-1942)                    | Alleanza Democratica                                     | Ljapčev I                        | 4 gennaio 1926    | 12 settembre 1928 |
| Ljapčev II      | 12 settembre 1928 | Todor Kulev (1878-1942)                    | Alleanza Democratica                                     | 15 maggio 1930                   |                   |                   |
|                 |                   | Kǎnčo Milanov (1871-?)                     | Alleanza Democratica                                     | Ljapčev III                      | 15 maggio 1930    | 29 giugno 1931    |
|                 |                   | Dimită̆r Vărbenov (1884-1961)               | Partito Liberale Nazionale                               | Malinov V                        | 29 giugno 1931    | 7 settembre 1931  |
| Mušanov I       | 7 settembre 1931  | Dimită̆r Vărbenov (1884-1961)               | Partito Liberale Nazionale                               | 12 ottobre 1931                  |                   |                   |
| Mušanov II      | 12 ottobre 1931   | Dimită̆r Vărbenov (1884-1961)               | Partito Liberale Nazionale                               | 31 dicembre 1932                 |                   |                   |
|                 |                   | Nikola Mušanov (ad interim) (1872-1951)    | Partito Democratico                                      | Mušanov III                      | 31 dicembre 1932  | 19 gennaio 1933   |
|                 |                   | Jordan Kačakov (1885-1934)                 | Partito Liberale Nazionale                               | Mušanov III                      | 19 gennaio 1933   | 19 maggio 1934    |
|                 |                   | Petăr Midilev (ad interim) (1875-1939)     | Indipendente                                             | Georgiev I                       | 19 maggio 1934    | 23 maggio 1934    |
|                 |                   | Kimon Georgiev (1882-1969)                 | Zveno                                                    | Georgiev I                       | 23 maggio 1934    | 22 gennaio 1935   |
|                 |                   | Mihail Kalenderov (1887-1954)              | Indipendente                                             | Zlatev                           | 22 gennaio 1935   | 29 gennaio 1935   |
|                 |                   | Ljuben Dikov (1895-1973)                   | Movimento Sociale Nazionale                              | Zlatev                           | 29 gennaio 1935   | 21 aprile 1935    |
|                 |                   | Angel Karagjozov (1875-1961)               | Indipendente                                             | Tošev                            | 21 aprile 1935    | 23 novembre 1935  |
|                 |                   | Dimităr Pešev (1894-1973)                  | Indipendente                                             | Kjoseivanov I                    | 23 novembre 1935  | 4 luglio 1936     |
|                 |                   | Angel Karagjozov (1875-1961)               | Indipendente                                             | Kjoseivanov II                   | 4 luglio 1936     | 21 maggio 1937    |
|                 |                   | Aleksandăr Ogňanov (1884-1953)             | Indipendente                                             | Kjoseivanov II                   | 21 maggio 1937    | 28 gennaio 1938   |
|                 |                   | Ilija Kožuharov (1893-1994)                | Indipendente                                             | Kjoseivanov II                   | 28 gennaio 1938   | 14 novembre 1938  |
|                 |                   | Nikola Jotov (1892-1961)                   | Indipendente                                             | Kjoseivanov III                  | 14 novembre 1938  | 23 ottobre 1939   |
|                 |                   | Vasil Mitakov (1881-1945)                  | Indipendente                                             | Kjoseivanov IV                   | 23 ottobre 1939   | 15 febbraio 1940  |
| Filov I         | 15 febbraio 1940  | Vasil Mitakov (1881-1945)                  | Indipendente                                             | 11 aprile 1942                   |                   |                   |
|                 |                   | Konstantin Partov (1893-1945)              | Indipendente                                             | Filov II                         | 11 aprile 1942    | 14 settembre 1943 |
| Božilov         | 14 settembre 1943 | Konstantin Partov (1893-1945)              | Indipendente                                             | 1º giugno 1944                   |                   |                   |
|                 |                   | Rusi Rusev (ad interim) (1887-1945)        | Indipendente                                             | Bagrjanov                        | 1º giugno 1944    | 12 giugno 1944    |
|                 |                   | Aleksandăr Staliyski (1893-1945)           | Indipendente                                             | Bagrjanov                        | 12 giugno 1944    | 2 settembre 1944  |
|                 |                   | Boris Pavlov (1894-1952)                   | Partito Democratico                                      | Muraviev                         | 2 settembre 1944  | 9 settembre 1944  |
|                 |                   | Minčo Nejčev (1887-1956)                   | Partito Comunista Bulgaro                                | Georgiev II                      | 9 settembre 1944  | 31 marzo 1946     |
|                 |                   | Ljuben Kolarov (1894-1946)                 | Unione Nazionale Agraria Bulgara                         | Georgiev III                     | 31 marzo 1946     | 23 novembre 1946  |

### Repubblica Popolare di Bulgaria (1946-1990)
| Ministro    | Ministro          | Ministro                            | Partito                          | Governo          | Mandato          | Mandato           |
| Ministro    | Ministro          | Ministro                            | Partito                          | Governo          | Inizio           | Fine              |
| ----------- | ----------------- | ----------------------------------- | -------------------------------- | ---------------- | ---------------- | ----------------- |
| Giustizia   |                   |                                     |                                  |                  |                  |                   |
|             |                   | Radi Najdenov (1895-1985)           | Unione Nazionale Agraria Bulgara | Dimitrov I       | 23 novembre 1946 | 12 dicembre 1947  |
| Dimitrov II | 12 dicembre 1947  | Radi Najdenov (1895-1985)           | Unione Nazionale Agraria Bulgara | 20 luglio 1949   |                  |                   |
| Kolarov I   | 20 luglio 1949    | Radi Najdenov (1895-1985)           | Unione Nazionale Agraria Bulgara | 20 gennaio 1950  |                  |                   |
| Kolarov II  | 20 gennaio 1950   | Radi Najdenov (1895-1985)           | Unione Nazionale Agraria Bulgara | 20 gennaio 1954  |                  |                   |
| Červenkov   | 20 gennaio 1954   | Radi Najdenov (1895-1985)           | Unione Nazionale Agraria Bulgara | 18 aprile 1956   |                  |                   |
| Jugov I     | 18 aprile 1956    | Radi Najdenov (1895-1985)           | Unione Nazionale Agraria Bulgara | 15 gennaio 1958  |                  |                   |
| Jugov II    | 15 gennaio 1958   | Radi Najdenov (1895-1985)           | Unione Nazionale Agraria Bulgara | 17 marzo 1962    |                  |                   |
|             |                   | Petăr Tančev (1920-1992)            | Unione Nazionale Agraria Bulgara | Jugov III        | 17 marzo 1962    | 27 novembre 1962  |
| Živkov I    | 27 novembre 1962  | Petăr Tančev (1920-1992)            | Unione Nazionale Agraria Bulgara | 12 marzo 1966    |                  |                   |
|             |                   | Svetla Daskalova (1921-2008)        | Unione Nazionale Agraria Bulgara | Živkov II        | 12 marzo 1966    | 9 luglio 1971     |
| Todorov I   | 9 luglio 1971     | Svetla Daskalova (1921-2008)        | Unione Nazionale Agraria Bulgara | 17 giugno 1976   |                  |                   |
| Todorov II  | 17 giugno 1976    | Svetla Daskalova (1921-2008)        | Unione Nazionale Agraria Bulgara | 18 giugno 1981   |                  |                   |
| Filipov     | 18 giugno 1981    | Svetla Daskalova (1921-2008)        | Unione Nazionale Agraria Bulgara | 19 giugno 1986   |                  |                   |
| Atanasov    | 19 giugno 1986    | Svetla Daskalova (1921-2008)        | Unione Nazionale Agraria Bulgara | 8 febbraio 1990  |                  |                   |
|             |                   | Penčo Penev (1947)                  | Partito Socialista Bulgaro       | Lukanov I        | 8 febbraio 1990  | 5 settembre 1990  |
|             |                   | Angel Džambazov (ad interim) (1931) | Partito Socialista Bulgaro       | Lukanov I        | 5 settembre 1990 | 21 settembre 1990 |
| Lukanov II  | 21 settembre 1990 | Angel Džambazov (ad interim) (1931) | Partito Socialista Bulgaro       | 15 novembre 1990 |                  |                   |

### Bulgaria|Repubblica di Bulgaria (1990-presente)
| Ministro                                   | Ministro          | Ministro                            | Partito                                             | Governo                                          | Mandato          | Mandato           |
| Ministro                                   | Ministro          | Ministro                            | Partito                                             | Governo                                          | Inizio           | Fine              |
| ------------------------------------------ | ----------------- | ----------------------------------- | --------------------------------------------------- | ------------------------------------------------ | ---------------- | ----------------- |
| Giustizia                                  |                   |                                     |                                                     |                                                  |                  |                   |
|                                            |                   | Angel Džambazov (ad interim) (1931) | Partito Socialista Bulgaro                          | Lukanov II                                       | 15 novembre 1990 | 22 dicembre 1990  |
|                                            |                   | Penčo Penev (1947)                  | Partito Socialista Bulgaro                          | Popov                                            | 22 dicembre 1990 | 8 novembre 1991   |
|                                            |                   | Svetoslav Lučnikov (1922-2002)      | Partito Radicale Democratico                        | Dimitrov                                         | 8 novembre 1991  | 30 dicembre 1992  |
|                                            |                   | Mišo Vălčev (1919-1993)             | Indipendente                                        | Berov                                            | 30 dicembre 1992 | 15 maggio 1993 †  |
|                                            |                   | Petăr Kornazhev (1930-2002)         | Partito Socialdemocratico Bulgaro                   | Berov                                            | 23 giugno 1993   | 17 ottobre 1994   |
|                                            |                   | Teodor Čipev (1940)                 | Indipendente                                        | Indžova                                          | 17 ottobre 1994  | 25 gennaio 1995   |
|                                            |                   | Mladen Červenyakov (1954)           | Partito Socialista Bulgaro                          | Videnov                                          | 25 gennaio 1995  | 12 febbraio 1997  |
|                                            |                   | Haralambi Ančev (1953)              | Indipendente                                        | Sofijanski                                       | 12 febbraio 1997 | 21 maggio 1997    |
| Giustizia e integrazione giuridica europea |                   |                                     |                                                     |                                                  |                  |                   |
|                                            |                   | Vasil Gocev (1929-2018)             | Unione delle Forze Democratiche                     | Kostov                                           | 21 maggio 1997   | 21 dicembre 1999  |
|                                            |                   | Teodosij Simeonov (1946)            | Unione delle Forze Democratiche                     | Kostov                                           | 21 dicembre 1999 | 24 luglio 2001    |
| Giustizia                                  |                   |                                     |                                                     |                                                  |                  |                   |
|                                            |                   | Anton Stankov (1966)                | Movimento Nazionale Simeone Secondo                 | Sakskoburggocki                                  | 24 luglio 2001   | 17 agosto 2005    |
|                                            |                   | Georgi Petkanov (1947-2015)         | Movimento Nazionale Simeone Secondo                 | Stanišev                                         | 17 agosto 2005   | 19 luglio 2007    |
|                                            |                   | Miglena Tačeva (1960)               | Movimento Nazionale per la Stabilità e il Progresso | Stanišev                                         | 19 luglio 2007   | 27 luglio 2009    |
|                                            |                   | Margarita Popova (1956)             | Cittadini per lo Sviluppo Europeo della Bulgaria    | Borisov I                                        | 27 luglio 2009   | 4 settembre 2011  |
|                                            |                   | Diana Kovačeva (1975)               | Cittadini per lo Sviluppo Europeo della Bulgaria    | Borisov I                                        | 4 settembre 2011 | 13 marzo 2013     |
|                                            |                   | Dragomir Jordanov (1967)            | Indipendente                                        | Rajkov                                           | 13 marzo 2013    | 29 maggio 2013    |
|                                            |                   | Zinaida Zlatanova (1973)            | Indipendente                                        | Orešarski                                        | 29 maggio 2013   | 6 agosto 2014     |
|                                            |                   | Hristo Ivanov (1974)                | Democratici per una Bulgaria Forte                  | Bliznaški                                        | 6 agosto 2014    | 7 novembre 2014   |
| Borisov II                                 | 7 novembre 2014   | Hristo Ivanov (1974)                | Democratici per una Bulgaria Forte                  | 18 dicembre 2015                                 |                  |                   |
| Borisov II                                 |                   |                                     | Jekaterina Zaharieva (1975)                         | Cittadini per lo Sviluppo Europeo della Bulgaria | 18 dicembre 2015 | 27 gennaio 2017   |
|                                            |                   | Marija Pavlova (1971)               | Indipendente                                        | Gerdžikov                                        | 27 gennaio 2017  | 4 maggio 2017     |
|                                            |                   | Cetska Caceva (1958)                | Cittadini per lo Sviluppo Europeo della Bulgaria    | Borisov III                                      | 4 maggio 2017    | 5 aprile 2019     |
|                                            |                   | Danail Kirilov (1970)               | Cittadini per lo Sviluppo Europeo della Bulgaria    | Borisov III                                      | 5 aprile 2019    | 3 settembre 2020  |
|                                            |                   | Desislava Ahladova (1974)           | Cittadini per lo Sviluppo Europeo della Bulgaria    | Borisov III                                      | 3 settembre 2020 | 12 maggio 2021    |
|                                            |                   | Janaki Stoilov (1958)               | Indipendente/Partito Socialista Bulgaro             | Janev I                                          | 12 maggio 2021   | 16 settembre 2021 |
| Janev II                                   | 16 settembre 2021 | Janaki Stoilov (1958)               | Indipendente/Partito Socialista Bulgaro             | 29 ottobre 2021                                  |                  |                   |
| Janev II                                   |                   |                                     | Ivan Demerdžiev (1975)                              | Indipendente                                     | 29 ottobre 2021  | 13 dicembre 2021  |
|                                            |                   | Nadežda Jordanova (1973)            | Sì, Bulgaria!                                       | Petkov                                           | 13 dicembre 2021 | 2 agosto 2022     |
|                                            |                   | Krum Zarkov (1975)                  | Indipendente                                        | Donev I                                          | 2 agosto 2022    | 3 febbraio 2023   |
| Donev II                                   | 3 febbraio 2023   | Krum Zarkov (1975)                  | Indipendente                                        | 6 giugno 2023                                    |                  |                   |
|                                            |                   | Atanas Slavov (1981)                | Sì, Bulgaria!                                       | Denkov                                           | 6 giugno 2023    | 9 aprile 2024     |
|                                            |                   | Marija Pavlova (1971)               | Indipendente                                        | Glavčev I                                        | 9 aprile 2024    | 27 agosto 2024    |
| Glavčev II                                 | 27 agosto 2024    | Marija Pavlova (1971)               | Indipendente                                        | 16 gennaio 2025                                  |                  |                   |
|                                            |                   | Georgi Georgiev (1986)              | Cittadini per lo Sviluppo Europeo della Bulgaria    | Željazkov                                        | 16 gennaio 2025  | in carica         |